# Emelie Forsberg
Emelie Tina Forsberg, född 11 december 1986, är en svensk terränglöpare inom skyrunning och bergslöpning, och en utövare av skidalpinism. Hon är uppväxt i Härnösand, men bor sedan 2016 utanför Åndalsnes i Norge tillsammans med Kilian Jornet Burgada. Som elitaktiv har hon också bott i norska Tromsø och franska Chamonix.
Hon genomförde sin första bergslöpartävling 2010, började 2012 tävla på internationell elitnivå, och nådde snabbt framgångar. Hon har vunnit EM och VM i skyrunning på långa distanser (ej sanktionerat av IAAF).
Har gett ut en egen bok: "Skyrunner: hitta balans, styrka och glädje i din löpning" samt gett ut en tillsammans med Ida Nilsson och Mimmi Kotka: "Dagbok från Moonvalley"

## Meriter (urval)
- 1:a Trofeo Kima 52 km, 2016
- 1:a Tromsø Skyrace 45 km, 2015
- 1:a Dolomites Skyrace 2012, 2013
- VM-Guld Skyrunner World Series 2012
- 1:a Zegama-Aizkorri Maraton 42 km, 2013
- 1:a Ice Trail Tarentaise 65 km, 2013
- 1:a Transvulcania 80 km, 2013, 2015
- 1:a Trans d'Havet 2013, 2014
- 1:a Matterhorn Ultraks 46 km, 2013
- 2:a Diagonal des Fous 161 km, 2013
- EM-Guld Skyrunning (ej sanktionerat av IAAF) 2013
- EM-Guld Ultra Skyrunning (ej sanktionerat av IAAF) 2013
- EM 2:a i Vertikal kilometer (ej sanktionerat av IAAF)
- VM-Guld Ultra SkyMarathon (ej sanktionerat av IAAF) 80 km, 2014[5]
- Rekord i att snabbast bestiga Kebnekaise sydtopp från fjällstationen och tillbaka (Östra leden), 2:00:40 som var bättre än herrekordet, 2014. Herrekordet slogs dock samma år.
- Rekord på hela Kungsleden (alltså Abisko–Hemavan, inte Abisko–Nikkaluokta), 450 km på 4 dagar och 21 timmar, 2018, bättre än herrekordet fram till juli 2019.[6]
- Rekord (dam) i att snabbast bestiga Mont Blanc och tillbaka från Chamonix, 7:53:12, 2018.[7]
- Rekord (dam) att snabbast bestiga Matterhorn och tillbaka, 5:52, 2013.[7]